# Sezer Öztürk
Sezer Öztürk (Colonia, Alemania, 3 de noviembre de 1985) es un exfutbolista turco que jugaba como centrocampista.

## Selección nacional
Ha sido internacional con la Selección de fútbol de Turquía, ha jugado 2 partidos internacionales.

### Participaciones en Copas del Mundo
| Mundial                               | Sede         | Resultado   |
| ------------------------------------- | ------------ | ----------- |
| Copa Mundial de Fútbol Sub-20 de 2005 | Países Bajos | 8° de final |

## Clubes
| Club               | País     | Año       |
| ------------------ | -------- | --------- |
| Bayer Leverkusen   | Alemania | 2003-2005 |
| Germinal Beerschot | Bélgica  | 2005      |
| 1. FC Nuremberg    | Alemania | 2006      |
| Manisaspor         | Turquía  | 2006-2009 |
| Eskişehirspor      | Turquía  | 2009-2011 |
| Fenerbahçe SK      | Turquía  | 2011-     |